# جایزه لوگی
جایزه لوگی (انگلیسی: Logie Awards) نام یک مراسم و همچنین جایزهٔ مخصوص تولیدات تلویزیونی است که در سال ۱۹۶۰ میلادی در استرالیا بنیان نهاده شد و از آن پس، همه‌ساله در این کشور برگزار می‌شود.
این جایزه، نامش را به افتخار «جان لوگی برد» کسب کرده‌است و مهترین جایزهٔ آن «لوگی زرین» نام دارد که به محبوب‌ترین شخصیت تلویزیونی سال در استرالیا اهدا می‌شود.
جایزهٔ لوگی در واقع معادلِ استرالیایی جایزه امی در ایالات متحده آمریکا است. این جایزه در سال‌های ۲۰۲۰ و ۲۰۲۱ به‌سبب دنیاگیری کووید-۱۹ برگزار و اهدا نشد.